# Reverse address resolution protocol
RARP (Reverse address resolution protocol) anvendes til at finde IP-adressen, f.eks. 192.168.0.1, for en computer (mere generelt en DTE), ud fra hardwareadressen (MAC-adressen), f.eks. 0F:45:1D:BB:53:8E. Dette kræver dog, at der eksisterer en RARP-server på nettet, der indeholder alle TCP/IP-datamaters IP-adresser og deres hardwareadresser. RARP er således komplementen til ARP.
RARP er beskrevet i RFC 903.
| Internet | Spire Denne internet-relaterede artikel er en spire som bør udbygges. Du er velkommen til at hjælpe Wikipedia ved at udvide den. |